# Милан Распоповић
Милан Распоповић (Мартинићи код Даниловграда, 6. јул 1936 — Београд, 21. фебруар 2025) био је српски физичар и наставник  физике и дугогодишњи директор Математичке гимназије у Београду.

## Биографија

### Детињство и младост
Распоповић је рођен 6. јула 1936. године у селу Мартинићи код Даниловграда. Гиманзију је завршио у Титограду (данашњој Подгорици) 1955. године. Исте године уписао је Природно-математички факултет у Београду. Дипломирао је на Одсеку за физику 1959. године, међу најуспешнијим из своје генерације.
После завршених студија физике запошљава се у Институту за нуклеарне науке у Винчи. Након две године прелази у XIV гимназију где предаје физику до 1966. године.

### Математичка Гимназија
Професор Распоповић је скоро цео радни век (38 година) узидао у Математичку гимназију у Београду. Био је један од чланова Матичне комисије за израду Пројекта за оснивање ове Школе. Пројектом је руководио проф. др Војин Дајовић, академик. После доста напора, Гимназија је почела са радом 1966. године, где је до 1970. године изводио наставу физике и електронике. За директора Математичке гимназије изабран је 1970. године и на тој дужности остаје 31 годину, све до одласка у пензију 2001. године. Позицију директора школе је држао дуго година захваљујући свом чланству у СКЈ а затим чланству у Милошевићевој СПС.
Од оснивања школе, 1966, школу је завршило неколико хиљада надарених ђака, данас уважених професора на чувеним иностраним и домаћим универзитетима, водећих истраживача у цењеним научним институтима и успешних људи у земљи и свету. Са готово 400 освојених награда на међународним такмичењима, београдска Математичка гимназија нема премца у свету.

### Књиге и научно-истраживачки рад
Упоредо са радом у Математичкој гимназији, професор Распоповић уложио је велику енергију и знање у писање уџбеника. Аутор је или коаутор око 80 књига и уџбеника са тиражом преко 10 милиона примерака.
Научно-истраживачки рад професора Распоповића започиње у области нуклеарне физике и физике елементарних честица. 70-их година прошлог века Распоповић прелази на изучавање односа конкретних наука (физике) и филозофије, методологије науке и методике наставе. Докторирао је 1977. године на Електротехничком факултету у Београду са темом "Утицај учења и схватања Лудвига Болцман на физику и филозофију". У својству спољашњег сарадника држао је наставу методике физике, историје физике и филозофије природних наука (физике): у Центру за мултидисциплинарне студије Универзитета у Београду (1981-1990), на Универзитету у Титограду (1980-1990) и Филозофском факултету (сада Природно-математички) у Нишу (1982-2000).
Основна његова научно-филозовска истраживања се синтетизују у научним монографијама:
- Физика и дијалектика, Београд 1974.
- Лудвиг Болцман у физици и филозофији, Београд, 1978.
- Детерминизам у науци и филозофији, Београд, 1985.
- Друштво, наука и техника, Београд, 1987.

Фебруара 2015. године добио је Сретењски орден трећег степена за нарочите заслуге за Републику Србију и њене грађане у просветној и педагошкој делатности.
Објавио је књигу „Стазама науке” као неку врсту споменара бивших значајних ученика Математичке гимназије.